# فقوصة شمالية
الفقوصة الشمالية أو الفقاقص الشماليين نوع من الخبز الحلو تشتهر به منطقة الشمال المغربي، ويعد خاصةً في مدينة طنجة وتطوان والعرائش وأصيلة. هذا الخبز يعطر جيداً بمزيج من ماء زهر البرتقال واليانسون والسمن والمسكة، ويقدم في حفلات الزفاف، وعادةً ما يتم تناوله مع الشاي المغربي في الإفطار.
تختلف الفقوصة الشمالية من مدينة مغربية إلى أخرى، ففي تطوان مثلاً، لها خصوصية تختلف عن باقي مدن الشمال لأن الفقوصة الأصلية لا يجب أن تتحمر كثيراً في الفرن، بل يجب أن تحمر في فرن معتدل الحرارة، ويبقى لونها أبيض إلى حد كبير. أما طنجة المجاورة فتحمر جيداً، وتصبح شبيهة بالخبز.

## الأصل[2]
ترتبط هذه الحلوى ارتباطاً حميماً بمدن الشمال، مثل طنجة وتطوان والعرائش، وتكون أحياناً محط استغراب من أهل المدن الداخلية في المغرب، خاصة أن شكلها لا يوحي بأنها حلوى، ولا يوحي ايضاً بأنها خبز، فتظل في نظرهم بين المنزلتين.
تأخذ «الفقوصة» شكل خبزة مستديرة صغيرة وتعتبر جزءاً لا يتجزأ من افراح مدن الشمال؛ فالحاضرات لا بد أن يأخذنها معهن إلى بيوتهن كعنوان حظ إن كن غير متزوجات حتى يأتيهن العريس في مستقبل قريب، بينما يحملها الرجال معهم أيضا كدليل «براءة» يؤكد لزوجاتهم أنهم كانوا حاضرين فعلا في عرس وليس في مكان آخر حتى ساعات متأخرة من الليل.
ولعل هذا الخبز الحلو الذي يطبع أفراح الشمال هو أيضاً إشارة رمزية لحياة سعيدة وحلوة، فالتيمن بالخبز يعني في الثقافة المغربية التفاؤل برزق كثير، ومن بين الدعوات الصالحات للبنات في سن الزواج تتردد دعوى معروفة في المغرب تقول «الله يعطيك خبزة باردة»، إيحاء برزق من دون مشاكل وعراقيل ومنغصات، لذا فالفقوصة خبزة باردة وحلوة يتبرك بها العرسان المقبلون على عشرة طويلة ويأملان فيها الحلو أولا قبل المر.

## في المناسبات[2]
في الماضي، كانت عملية العجن تتطلب حضور حشد من النساء بسواعد قوية للعجن الجيد، بل وكان ينظم احتفال ليوم كامل يسمى «عجين الفقاقص»، وهو يوم مشهود قبل يوم الزفاف، لأن سر «الفقوصة» في الدعك والدلك إلى أن تصير لينة وطيعة ليسهل على النساء تشكيلها إلى قطع خبز صغيرة تدخل الفرن بعد أن تخمر جيداً. وربما كان ذلك رمزا لـ«عجن» عناد العروسة حتى تكون مرنة أمام زوجها، ولعقلية «سي السيد» حتى يكون مرنا أمام زوجته. وعادة ما تكون كمية الطحين كبيرة جداً، لذا فهي ليست حلوى سهلة التحضير يمكن لربة البيت أن تعدها لوحدها، خصوصا إذا أخذنا بعين الاعتبار انها تتطلب أزيد من 15 كيلو غراما من الدقيق على الاقل لتشكيل فقاقيص تقدم لمدعوي الفرح الذين قد لا يقل عددهم عن 300 شخص، مرفوقةً بحلويات أخرى مثل «الغريبية» و«كعب الغزال»، وهي حلويات مغربية تقليدية، وحلويات أخرى قد تزيد أو تنقص حسب الإمكانات المادية لأصحاب الحفل.
كما تعتبر الفقوصة ضرورية ليوم «الظهور»، وهو اليوم الذي تظهر فيه العروس في أبهى حللها وتدخل قاعة الفرح بالزينة التقليدية، حيث توزع أطباق «الفقاقص» على الحاضرات قبل أن تقدم لهن أكياس الحلوى التقليدية الأخرى.

## في الكتب
ذكر في كتاب Marriage Ceremonies in Morocco, 1914، أنه من عادات أهل طنجة تقديم الشاي المغربي والفقاقص للعرايس، وذلك في الصفحة 142 من الكتاب:
«يوم «الجواري» (الجيران) هو اليوم الذي يلي يوم «الليلة الكبيرة»، حيث تعطي فيه والدة العروس المال «الغرامة» للفقيرة أولاً، ثم يتبعنها النساء الأخريات في ذلك. وفي هذه المناسبة لا توجد وليمة عامة، ولكن يتم تقديم الطعام للفقيرة ومساعديها، والشاي والفقاقص لجميع الشابات المتزوجات اللاتي لم يحضرن حفل زفاف منذ زواجهن ويسمين «العرايس»، اللواتي يأتين مرتديات لباس عرسهن».